# Max Schröder (Musiker)

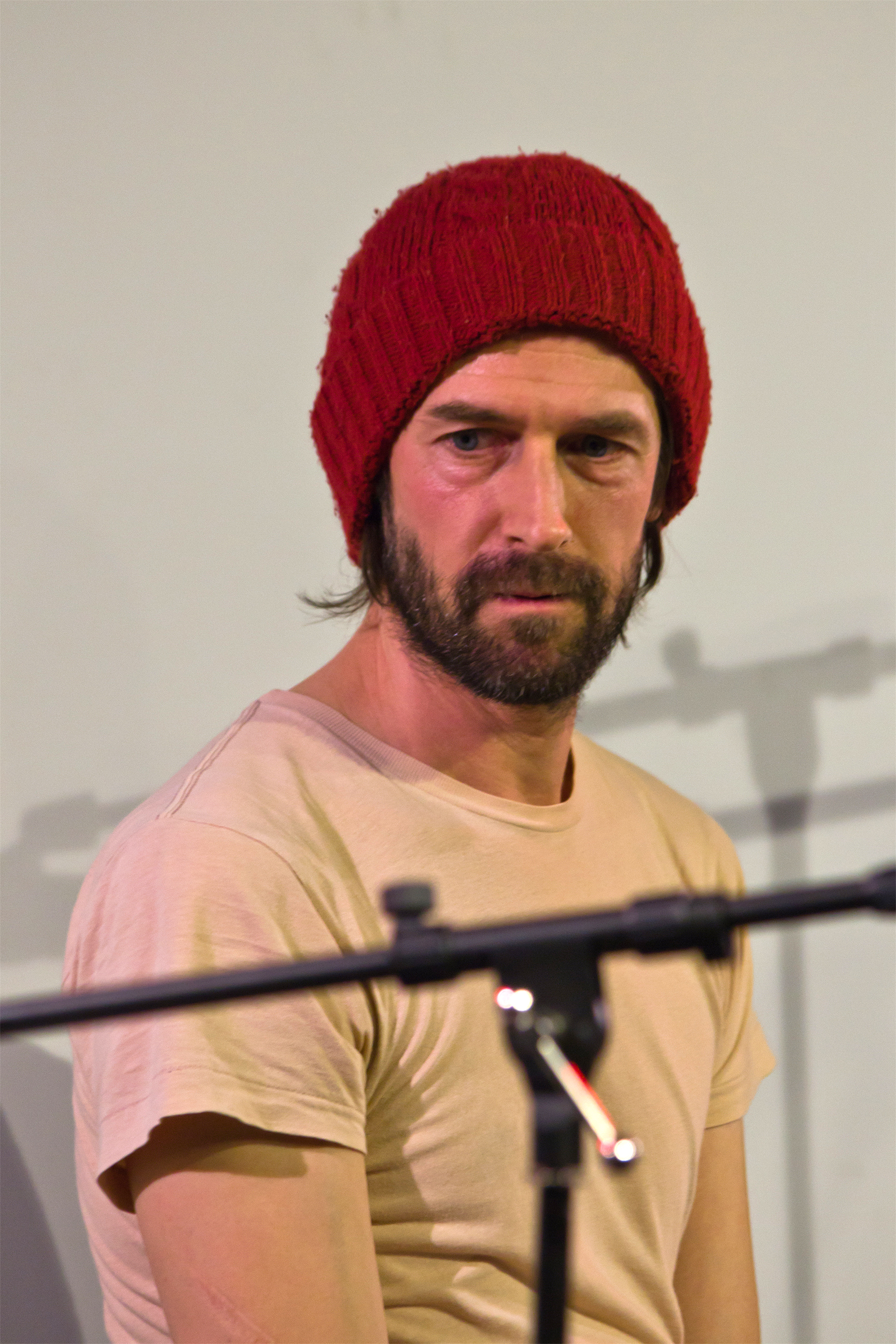
Max Schröder, 2014

Max Martin Schröder (* 1974 in Hamburg) ist ein deutscher Musiker. Bekannt wurde er unter seinem Pseudonym Der Hund Marie sowohl als Gitarrist und Arrangeur der Band Olli Schulz und der Hund Marie als auch durch seine Solo-Veröffentlichungen. Derzeit spielt er Schlagzeug bei Die Höchste Eisenbahn und Leslie Clio.
Zudem war Schröder seit 2005 Mitglied in der Band Tomte und spielte Schlagzeug in der Hansen Band.

## Biografie
Max Schröder wuchs in der Nähe von Oldenburg auf. Schon als Schüler spielte er in verschiedenen Bands. In den späten 1980er Jahren war er als Sänger und Gitarrist Mitglied in den Punk- und Hardcore-Bands Youth Tribe (später Bandit Jazz), Queerfish und Jaildog, bis er dann schließlich 2003 in Hamburg seinen Nachbarn Oliver Schulz kennenlernte.

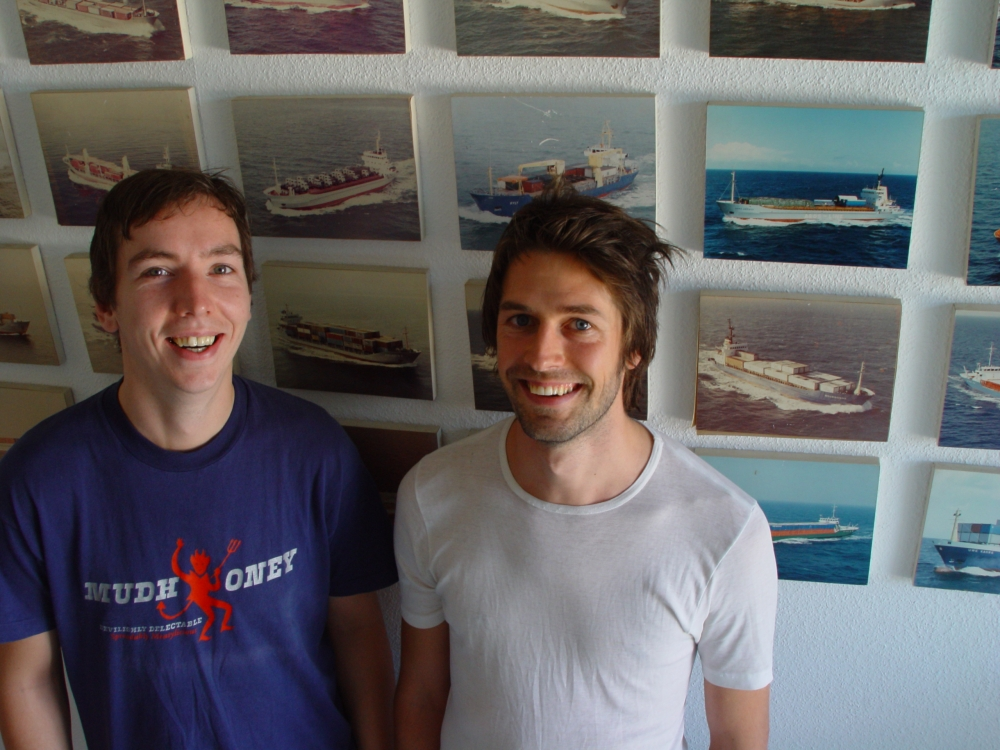
Olli Schulz und Max Schröder, 2003

Gemeinsam mit Schulz bildet er die Band Olli Schulz und der Hund Marie. Auf dem Hamburger Label Grand Hotel van Cleef (GHvC) erschienen zwei Alben, das dritte Album Warten auf den Bumerang erschien im November 2006 beim Major-Label Labels (EMI Group). Da er 2008 bei den Aufnahmen zum vierten Album Es brennt so schön keine Zeit hatte, veröffentlichte Olli Schulz es alleine; Schröder wirkte einzig als Gastsänger im Chor zum Song „Mach den Bibo“ mit, der auch als Single veröffentlicht wurde.
Beim Grand Hotel van Cleef lernte Schröder die Band Tomte um Thees Uhlmann kennen und arbeitete zunächst als Live-Musiker für die Band. Seit 2005 war Max Schröder festes Mitglied bei Tomte. Dort spielte er zunächst abwechselnd Keyboard, Percussion und Gitarre, nach dem Ausstieg von Timo Bodenstein im Jahr 2008 hauptsächlich Schlagzeug. Auch am Album Buchstaben über der Stadt, welches Anfang 2006 erschien und auf Platz 4 in die Charts einstieg, wirkte er mit. Das Album Heureka erschien am 10. Oktober 2008 und erreichte Platz 9 der Deutschen Album-Charts. Seit Tomte-Sänger Thees Uhlmann 2010 seine Solo-Karriere begann, ist die Band nicht mehr aktiv.
In der fiktiven Dokumentation Keine Lieder über Liebe von Lars Kraume spielte er 2005 den Schlagzeuger der Hansen Band. Auch auf dem parallel zum Film erschienenen Album Keine Lieder über Liebe der Hansen Band spielte er das Schlagzeug ein und steuerte drei eigene Songs bei. Zudem hatte er 2008 einen kurzen Auftritt als Straßenmusikant im Film „Berlin am Meer“ und arbeitete am Soundtrack der Filme „Im Juli“ und „Schwesterherz“ mit.
Im September 2006 erschien sein erstes Solo-Album hooligans & tiny hands. Das Album hat er komplett alleine geschrieben und eingespielt. Außerdem ist Schröder Schlagzeuger für den Musiker und Produzenten Walter Schreifels. Seit 2011 ist Schröder auch Teil des Projekts Die Höchste Eisenbahn der beiden Sänger Francesco Wilking und Moritz Krämer; außerdem bedient er seit 2012 das Schlagzeug bei der deutschen Soulsängerin Leslie Clio.
Im Februar 2013 erschien sein zweites Soloalbum unter dem Namen Max Schröder & das Love, wobei sich die begleitende Band auch aus verschiedenen Musikern in Schröders Umfeld rekrutierte: Felix Gebhard (Home of the Lame, Hansen Band), Dennis Becker (Tomte), Jan Burkamp und Marcus Schneider.

## Privates
Bei den Dreharbeiten zu Keine Lieder über Liebe im Jahre 2004 lernte er die Schauspielerin Heike Makatsch kennen, mit der er zwei Töchter hat. Ende Oktober 2009 erschien eine CD mit gemeinsam eingespielten Kinderliedern. Ende 2014 erklärte Makatsch in einem Interview mit dem Magazin NIDO, dass die Beziehung seit langem beendet sei.

## Diskografie

### Alben
- Poems of a Bad Boy (1994) – Youth Tribe
- The B-Punk Era (1995) – Queerfish
- The Blues & God Blurr (1996/97) – Youth Tribe/Bandit Jazz
- Punkrock, Hiphop and Other Obscure Stories (1997) – Jaildog
- Brichst Du mir das Herz, dann brech’ ich Dir die Beine (2003) – Olli Schulz & der Hund Marie
- Das beige Album (2005) – Olli Schulz & der Hund Marie
- Keine Lieder über Liebe (2005) – Hansen Band
- Buchstaben über der Stadt (2006) – Tomte
- hooligans & tiny hands (2006) – Der Hund Marie
- Warten auf den Bumerang (2006) – Olli Schulz & der Hund Marie
- Heureka (2008) – Tomte
- Die schönsten Kinderlieder (2009) – Heike Makatsch & derhundmarie
- Max Schröder & das Love (2013) – Max Schröder & das Love
- Schau in den Lauf, Hase (2013) – Die Höchste Eisenbahn
- Wer bringt mich jetzt zu den Anderen (2016) – Die Höchste Eisenbahn

### Singles und EPs
- Capri Bar (7";- 1998) – Queerfish
- Home of the Lame (EP- 2003) – Home of the Lame
- Der Moment (EP– 2003) – Olli Schulz & der Hund Marie
- Unten mit dem King (EP– 2004) – Olli Schulz & der Hund Marie
- Dann schlägt dein Herz (Maxi-CD– 2005) – Olli Schulz & der Hund Marie
- Jetzt gerade bist Du gut (Maxi-CD– 2005) – Olli Schulz & der Hund Marie
- Kamera (Maxi-CD– 2005) – Hansen Band
- Baby Melancholie (Maxi-CD– 2005) – Hansen Band
- Ich sang die ganze Zeit von dir (Maxi-CD– 2006) – Tomte
- Du hast da was (Single– 2006) – Olli Schulz & der Hund Marie
- Rückspiegel (Single– 2006) – Olli Schulz & der Hund Marie
- Ausflug mit Razzia (EP- 2008) – Olli Schulz & der Hund Marie
- Der letzte große Wal (Single– 2008) – Tomte
- Heureka (Download-Single– 2008) – Tomte
- Mach den Bibo (Single– 2009) – Olli Schulz
- Wie sieht’s aus in Hamburg? (Download-Single– 2009) – Tomte
- Unzufrieden (EP- 2012) – Die Höchste Eisenbahn
- Raus aufs Land (EP – 2016) – Die Höchste Eisenbahn